# 都筑有夢路
都筑 有夢路（つづき あむろ、2001年4月5日 - ）は、日本の女子サーファー。神奈川県藤沢市出身。2020年東京オリンピックサーフィン女子で銅メダルを獲得した。

## 来歴・人物
2001年4月5日、埼玉県所沢市に生まれる。4歳の時に神奈川県藤沢市の鵠沼海岸の近くに引っ越す。
2008年4月、藤沢市立鵠南小学校入学。幼少時より体を動かすのが好きで小・中学校在学中は毎年、運動会ではリレーの選手だった。休み時間には鉄棒で遊んだ。「全てのスポーツの基礎になるから」という理由で10歳までクラシックバレエを習う。両親に「やめたい」と告げたところ「ほかに頑張れることを見つけるならいいんじゃない？」とあっさり許可が下りた。そこで選んだのがサーフィンだった。サーフィンをしていた父や、先にプロデビューしていた兄の百斗の影響もある。11歳だった小学5年生の時サーフィンを始める。
藤沢市立湘洋中学校を経て2017年4月、鹿島学園高等学校湘南キャンパス入学。在学中に現トレーナーの鈴木一弘と出会う。初め鈴木は多忙を理由に指導を断るが「毎日40分歩幅を広げてウォーキングするといいい」と助言を残す。1か月後に再開した時、都筑が実際に1カ月間歩いたと鈴木は一目で見抜いた。運動解析の専門家である鈴木には、体のバランスを見て判断することが可能だったのだ。その後、正式にトレーナーを引き受ける。
2015年に全日本級別サーフィン選手権大会で3位に入賞し、翌2016年に日本プロサーフィン連盟からプロ公認を得る。2019年、日本サーフィン連盟の強化指定選手となる。2021年からはチャンピオンシップツアーに参戦している（日本人女子として初）。
2021年の東京オリンピックサーフィン女子では準決勝でアメリカのカリッサ・ムーアに破れるも、3位決定戦でキャロライン・マークスを破って銅メダルを獲得した。なお、本人によるとカリッサと対戦することが小さい頃からの夢だった（野口美恵の取材による）ので一番の経験となった試合である。9月7日、藤沢市市民栄誉賞を授与される。
2022年3月1日、木下グループと所属契約。2023年の報道によると千葉県に練習の拠点を移している。
2024年2月から3月にかけ、2024年パリ五輪世界最終予選を兼ねるサーフィンワールドゲームズがプエルトリコのアレシボで行われる。3月1日の敗者復活戦で都筑は敗退、2大会連続の五輪出場を逃した。

### 人物・エピソード
- 家族は両親と兄と弟。名前の「有夢路」は、母親が男の子のような名前が良いと思い、先に音の響きで決めて後から漢字を当てたことに由来する。安室奈美恵やアムロ・レイは無関係[4]。
- 中学校在学中より試合に出る。初めのころは負けても「いい波が来なかった」と運のせいにしたこともあった（これほど運に左右されるスポーツも珍しいとは本人も認めている）。しかし「波のせいにしていたら、いつまでもうまくならない」と母に怒られたことが成長のきっかけとなる[9]。
- 目標とする人物は竈門炭治郎。AERAのインタビューによると「人にやさしく自分に厳しく。それが人間の最上級。サーフィンを通してそんな人間になりたい」[5]

## 実績
- 2015年
  - 第33回全日本級別サーフィン選手権大会 3位
- 2019年
  - WSL QS1000 一宮千葉オープン 優勝[10]
  - WSL QS3000 White Buffalo HYUGA PRO　3位
  - WSL QS10000 ABANCA Galicia Classic Surf Pro　優勝※日本人女子として初
  - WSL World Junior Championship　優勝※日本人として初
  - WSL Asian region champion
- 2020年
  - WSL Championship Tour Qualify ※WSLに変更以降は日本人女子として初
- 2021年
  - ISA World Games 東京五輪日本代表に内定
  - 東京オリンピックサーフィン女子 3位
  - WSL Championship Tour 第5戦　Rottenest Island　5位

（主に出典:）